# Dynamisme d'un cycliste
Dynamisme d’un cycliste (Dinamismo di un ciclista), est une peinture de 1913 effectuée par l'artiste futuriste italien Umberto Boccioni qui  reflète l’intérêt futuriste pour la vitesse, les méthodes modernes de transport, et la représentation de la sensation dynamique du mouvement.

## Contexte
Le futurisme est un mouvement artistique apparu en Italie au début du XXe siècle et visant à libérer le pays du poids de son passé classique. Les futuristes sont préoccupés par la technologie et le dynamisme de la vie moderne. Ce mouvement a trouvé son expression principalement dans la littérature et l’art.

## Sujet et composition
Bien que la bicyclette ait été inventée au début du XIXe siècle, son usage ne s’est répandu que dans les années 1890. Même en 1913, la bicyclette et les vitesses élevées qu’elle permet d’atteindre, représente encore pour les futuristes une des formes modernes de transport qu'ils idéalisent.
Les dessins préparatoires de Boccioni pour cette peinture (deux sont repris ci-dessous) représentent un coureur cycliste tête basse, l’arrière surélevé, son mouvement indiqué par les caractéristiques futuristes que sont les "lignes de force" et les courbes d’écho. Les lignes de force, que les futuristes prétendent avoir inventées, montrent comment un objet deviendrait s’il suivait les tendances de ses propres forces et reflète l’intérêt des futuristes pour la philosophie d’Henri Bergson, qui croyait que les objets matériels existent dans un état de flux continuel.
La peinture représente donc une tentative de représenter la sensation dynamique d’un cycliste se déplaçant à travers le temps et l’espace plutôt que l’instantané d’un moment particulier du temps.
Dans l’œuvre finale, les lignes des dessins préparatoires sont convertis en courbes et en cônes, en utilisant la technique de divisionnisme qui lui est propre. Le choix de couleurs discordantes reflète l’échec des futuristes de développer une théorie des couleurs cohérente pour répondre à leurs théories dans d’autres domaines.

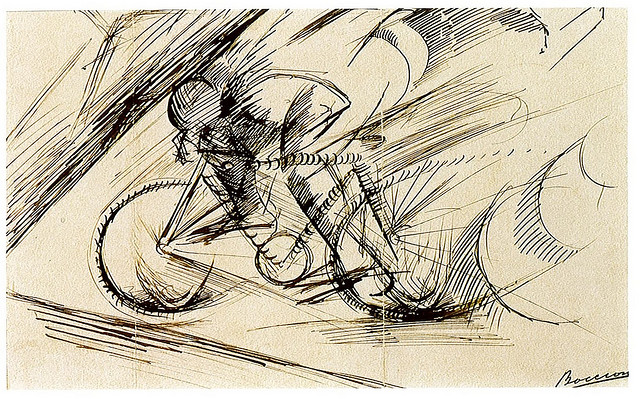
Dessin pour Dynamisme d’un cycliste, 1913. Estorick Collection, Londres[2].
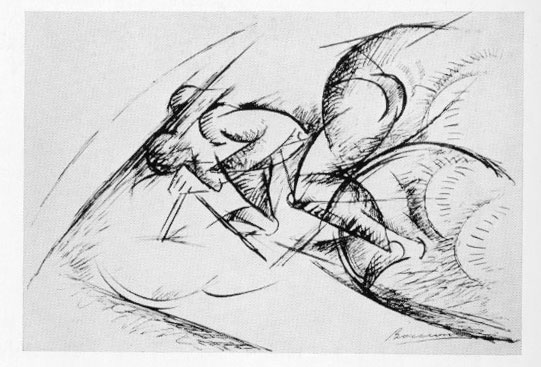
Dessin pour Dynamisme d’un cycliste, 1913
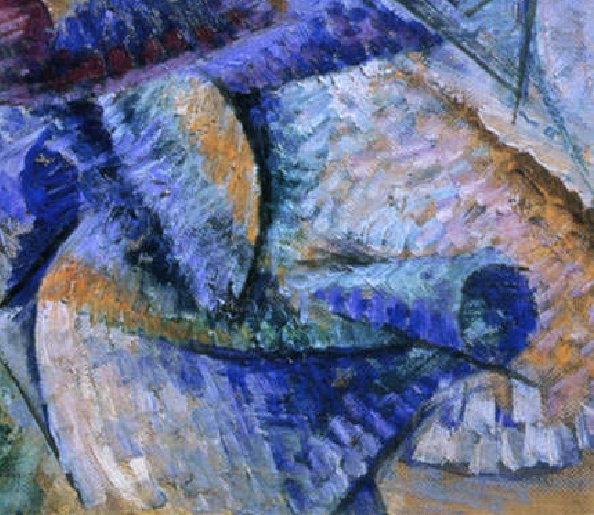
Détail de Dynamisme d'un cycliste montrant l’utilisation du divisionnisme

## Dans la même veine
Parmi les autres œuvres de Boccioni sur le thème de dynamisme, on trouve Dynamisme d’un footballeur, Dynamisme de la tête d’un homme, Synthèse du dynamisme humain et L'Homme en mouvement, tous de 1913.
Les futuristes russes exploraient de nombreux points de la thématique italienne. Le cycliste de Nathalie Gontcharova contient certaines des mêmes techniques pour dépeindre le mouvement que celles utilisées par Boccioni et les autres futuristes, bien que cette œuvre soit moins directement représentative que Dynamisme d’un cycliste et beaucoup moins ambitieuse.

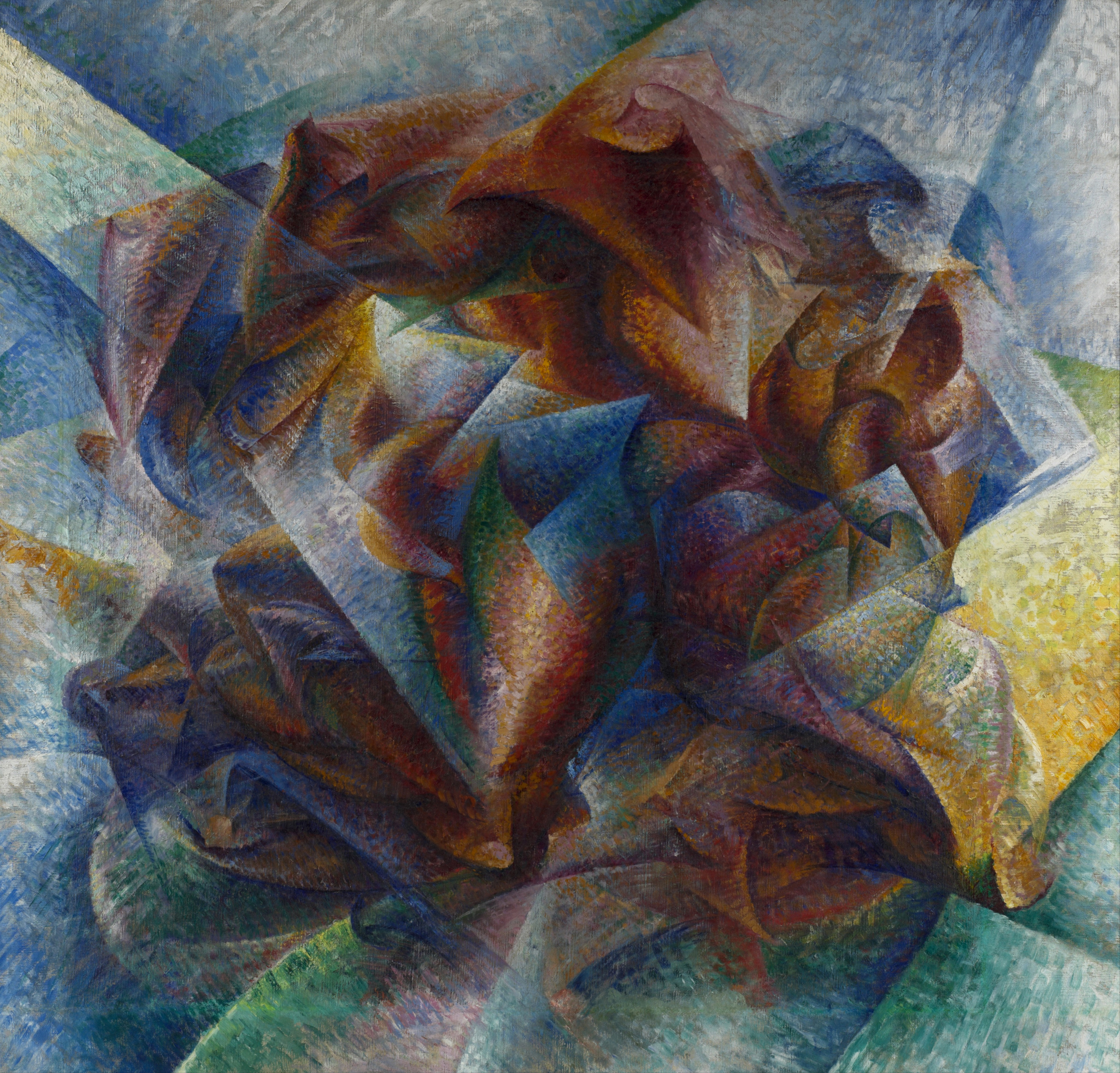
Umberto Boccioni, Dynamisme d’un footballeur, 1913. Huile sur toile. Museum of Modern Art, New York.
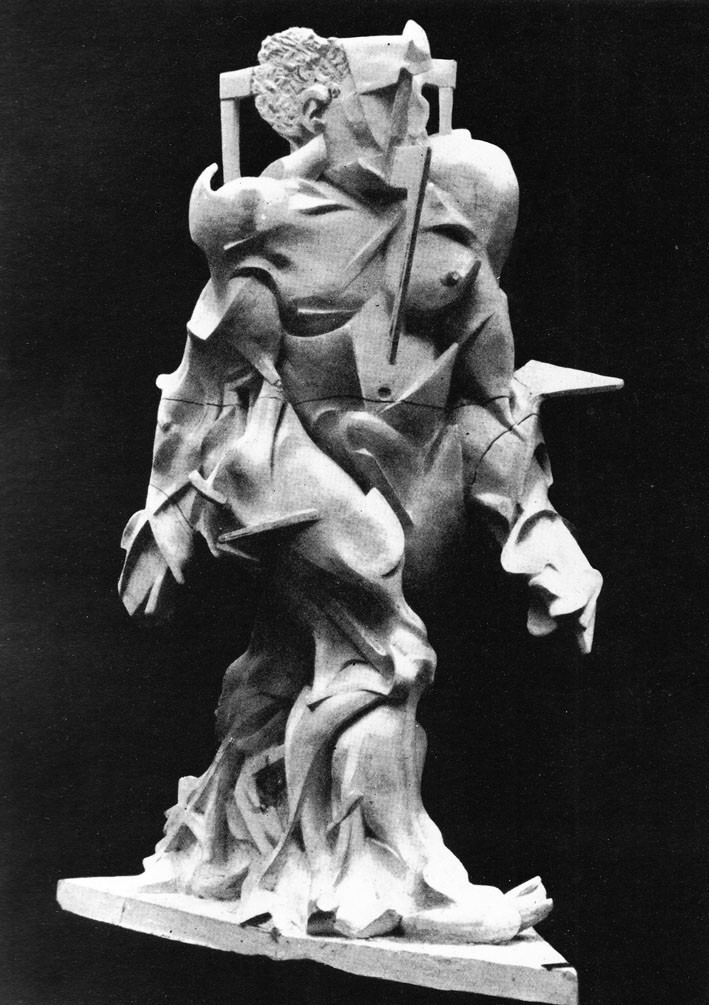
Umberto Boccioni, Synthèse du dynamisme humain, 1913. Détruit.
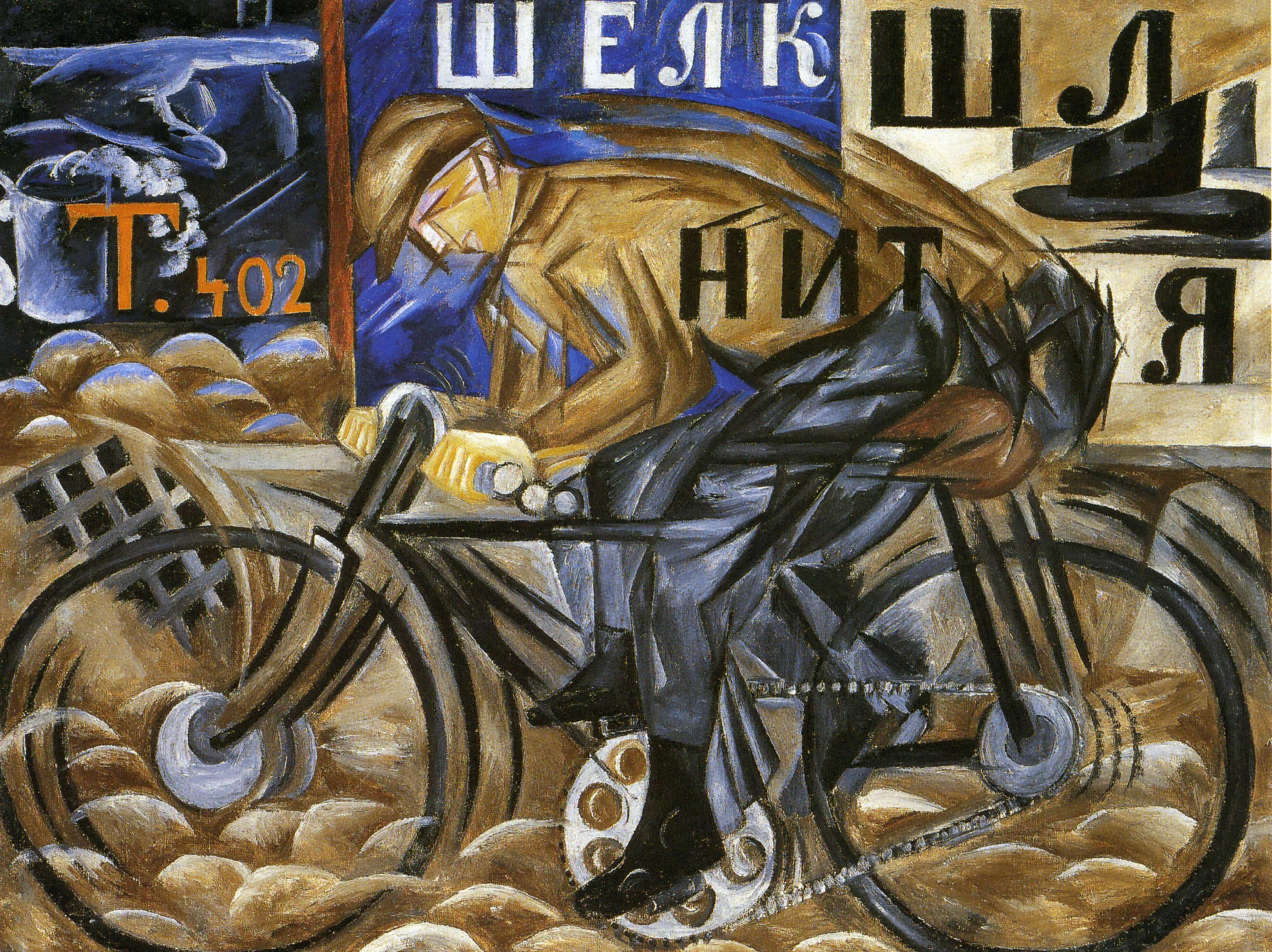
Nathalie Gontcharova, Cycliste, 1913. Huile sur toile. Musée russe, Saint-Pétersbourg.

### Source de la traduction
- (en) Cet article est partiellement ou en totalité issu de l’article de Wikipédia en anglais intitulé « Dynamism of a Cyclist » (voir la liste des auteurs).